# Cratere Alan
Alan è un cratere lunare di 1,44 km situato nella parte sud-occidentale della faccia visibile della Luna.